# Тетрагидроксодиоксоосмат(VI) калия
Тетрагидроксодиоксоосмат(VI) калия — неорганическое соединение, комплексный гидроксид металлов осмия и калия с формулой K2[OsO2(OH)4] или K2OsO4•2H2O, красно-фиолетовые кристаллы, хорошо растворяется в холодной воде, устойчиво в щелочном растворе.

## Получение
- Окисление осмия в щелочной среде:

{\displaystyle {\mathsf {Os+3KClO+2KOH+H_{2}O\ {\xrightarrow {}}\ K_{2}[OsO_{2}(OH)_{4}]+3KCl}}}
{\displaystyle {\mathsf {Os+3KNO_{3}+2(KOH\cdot H_{2}O)\ {\xrightarrow {150^{o}C}}\ K_{2}[OsO_{2}(OH)_{4}]+3KNO_{2}+H_{2}O}}}
{\displaystyle {\mathsf {2Os+3O_{2}+4(KOH\cdot H_{2}O)\ {\xrightarrow {150^{o}C}}\ 2K_{2}[OsO_{2}(OH)_{4}]+2H_{2}O}}}
- Восстановление оксида осмия(VIII) в щелочной среде:

{\displaystyle {\mathsf {OsO_{4}+KNO_{2}+2KOH+H_{2}O\ {\xrightarrow {}}\ K_{2}[OsO_{2}(OH)_{4}]+KNO_{3}}}}

## Физические свойства
Тетрагидроксодиоксоосмат(VI) калия образует красно-фиолетовые кристаллы.
Ранее формула вещества записывалась как K2OsO4•2H2O, но безводный осмат не выделен.
Хорошо растворяется в холодной воде, устойчив в щелочном растворе.

## Химические свойства
- Разлагается при нагревании:

{\displaystyle {\mathsf {2K_{2}[OsO_{2}(OH)_{4}]\ {\xrightarrow {140-200^{o}C}}\ OsO_{2}+OsO_{4}+4KOH+2H_{2}O}}}
- При кипячении разлагается:

{\displaystyle {\mathsf {2K_{2}[OsO_{2}(OH)_{4}]\ {\xrightarrow {100^{o}C}}\ Os(OH)_{4}\downarrow +K_{2}[OsO_{4}(OH)_{2}]+2KOH}}}
- Реагирует с разбавленными кислотами:

{\displaystyle {\mathsf {2K_{2}[OsO_{2}(OH)_{4}]+2H_{2}SO_{4}\ {\xrightarrow {}}\ Os(OH)_{4}\downarrow +[OsO_{4}(H_{2}O)_{2}]+2K_{2}SO_{4}+2H_{2}O}}}
- С соляной кислотой образует оксохлорид осмия-калия:

{\displaystyle {\mathsf {K_{2}[OsO_{2}(OH)_{4}]+4HCl\ {\xrightarrow {}}\ K_{2}OsO_{2}Cl_{4}\downarrow +4H_{2}O}}}
- Реагирует с концентрированной азотной кислотой:

{\displaystyle {\mathsf {K_{2}[OsO_{2}(OH)_{4}]+4HNO_{3}\ {\xrightarrow {}}\ [OsO_{4}(H_{2}O)_{2}]+2NO_{2}+2KNO_{3}+2H_{2}O}}}
- Восстанавливается водородом:

{\displaystyle {\mathsf {K_{2}[OsO_{2}(OH)_{4}]+3H_{2}\ {\xrightarrow {200^{o}C}}\ Os+2KOH+4H_{2}O}}}
- Во влажном состоянии медленно окисляется кислородом воздуха:

{\displaystyle {\mathsf {2K_{2}[OsO_{2}(OH)_{4}]+O_{2}+2H_{2}O\ {\xrightarrow {\tau }}\ 2[OsO_{4}(H_{2}O)_{2}]+4KOH}}}
- Реагирует с сероводородом:

{\displaystyle {\mathsf {K_{2}[OsO_{2}(OH)_{4}]+5H_{2}S\ {\xrightarrow {}}\ Os(S_{2})+S\downarrow +2KHS+6H_{2}O}}}